# Annalisa (cantante)
Annalisa, pseudonimo di Annalisa Scarrone (Savona, 5 agosto 1985), è una cantautrice italiana.

Firma di Annalisa

Dopo alcune esperienze nell'ambito musicale con due gruppi, è divenuta nota come cantante solista tra il 2010 e il 2011 partecipando alla decima edizione del talent show Amici di Maria De Filippi, in cui ha ottenuto il Premio della Critica Giornalistica; premio vinto anche l'anno successivo nella categoria "Big".
Nel corso della sua carriera ha venduto oltre quattro milioni e mezzo di dischi sul suolo nazionale, diventando l'artista italiana con più copie vendute in era FIMI; inoltre conta oltre un miliardo di stream su Spotify.
Ha ricevuto numerosi riconoscimenti, tra cui un Global Force Award ai Billboard Women in Music 2024 (premio assegnato per la prima volta a un'artista italiana), un premio Fenómeno del año en Europa ai LOS40 Music Awards 2024, due MTV Europe Music Award, undici Music Awards, tre Power Hits Estate, un premio Mia Martini e due Telegatti. Ha inoltre ottenuto dieci candidature agli MTV Awards, quattro ai World Music Awards, quattro ai Latin Music Italian Awards, quattro ai SIAE Music Awards e una ai Kids' Choice Awards.

## Biografia

### Primi anni
Cresciuta a Carcare, in Val Bormida, dall'età di otto anni inizia lo studio della chitarra classica conclusosi nel 1999; successivamente inizia a prendere lezioni di pianoforte e flauto traverso. Dall'età di tredici anni ha svolto vari lavori sia nell'ambito musicale come cantante e musicista, sia come barista; dall'età di quattordici anni, su consiglio del maestro di musica delle scuole medie, si fa seguire per il canto da Danila Satragno, che diventerà così sua istruttrice. Si iscrive alla SIAE, dove ha registrato i vari brani scritti e composti in età giovanile, incluse le collaborazioni con le due band di cui ha fatto parte, per un totale di oltre 100 brani. Il brano Solo, scritto e composto in quegli anni, sarà inserito successivamente nel suo album di debutto solista.

### Esordio musicale (2001-2011)
Nel 2001 ha partecipato in qualità di cantante allo spettacolo Luci in sala, del gruppo teatrale Uno sguardo dal palcoscenico di Cairo Montenotte, sotto la regia di Franchelli Eiraldi Bazzano. Nel luglio dello stesso anno ha partecipato al seminario sull'interpretazione canora tenuto a Loano da Carl Anderson. Tra il 2001 e il 2003, ha preso parte a svariati concorsi letterari, vincendone tre.
Dal 2004 al 2006 ha fatto parte, come corista, dell'orchestra Bruni di Cuneo. Nello stesso periodo ha collaborato con il bassista e contrabbassista jazz Dino Cerruti, con il quale ha registrato i brani Ombre (brano cantautorale di Annalisa) e la cover The Dry Cleaner from Des Moines, con la partecipazione anche di Rodolfo Cervetto e Loris Tarantino, partecipando con gli stessi agli eventi musicali Arezzo Wave e Just Like a Woman come coautrice di brani originali.
Nel 2006 ha partecipato come corista all'album Un lupo in darsena dell'artista jazz Danila Satragno e ha pubblicato sotto il nome del duo Elaphe Guttata, con lo pseudonimo di Isà, l'album dance Blue Trip insieme al DJ Carlo Polliano, con il quale Annalisa ha composto i testi e le musiche. Hanno inoltre inciso i brani Winter's Cold e Words inseriti solo in compilation straniere di musica lounge. Nello stesso anno è divenuta autrice, compositrice e frontwoman del gruppo rock alternativo Malvasia che, in seguito al suo ingresso e al suo desiderio, cambia nome in LeNoire; il gruppo si è sciolto successivamente nel novembre del 2008. Fino al 2011 ha collaborato con alcuni ex componenti del gruppo attraverso il loro progetto reggae Raphael & Eazy Skankers, comparendo nei cori del brano Yes We Can del loro album in studio Changes.

### Nali(2010-2011)

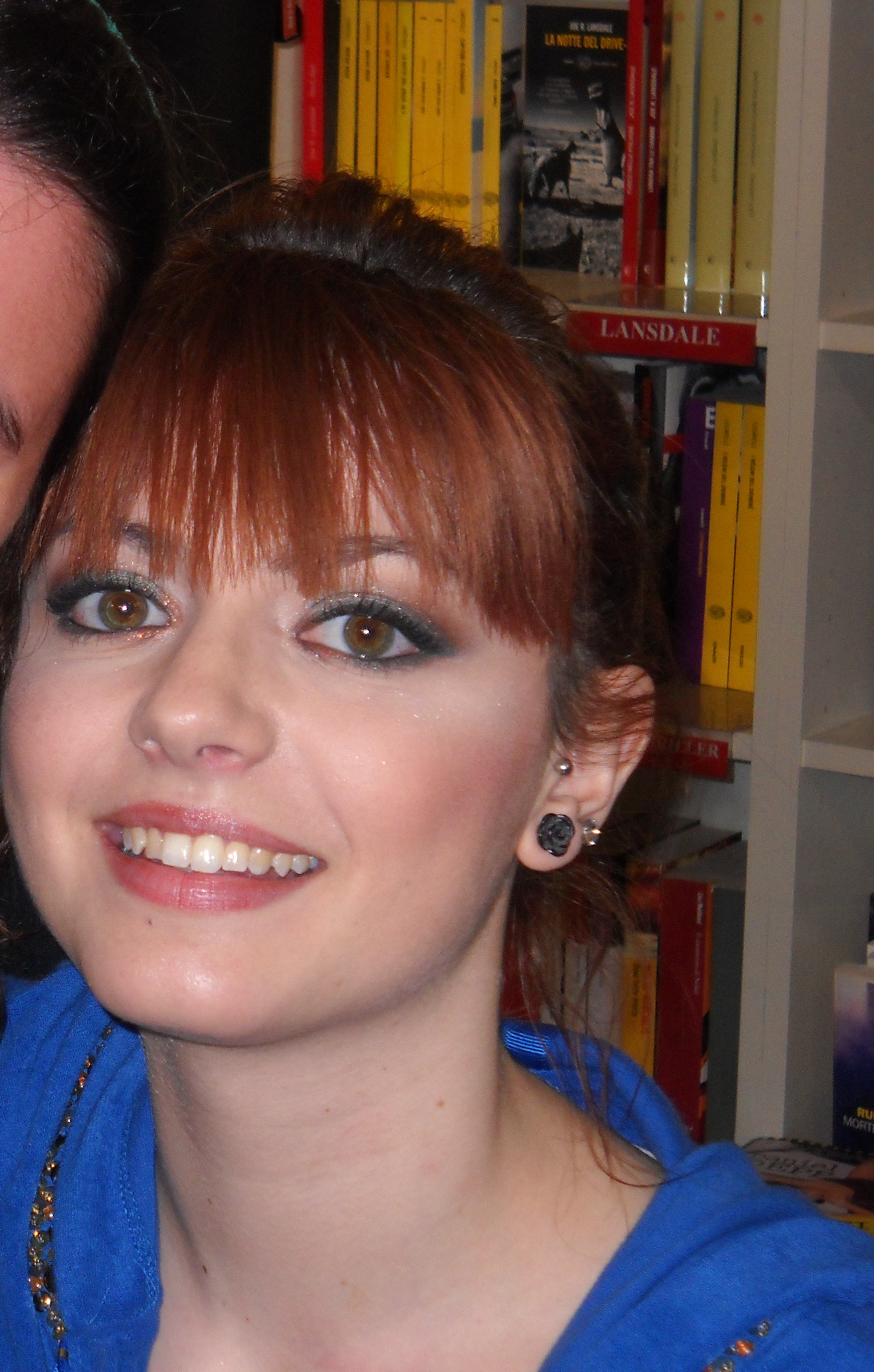
Annalisa a un incontro con i suoi fan nel 2011

Nel 2010 Annalisa rientra tra i concorrenti della decima edizione di Amici di Maria De Filippi. La cantante arriva alla finale del programma, classificandosi seconda nella categoria canto e vincendo il premio della critica giornalistica del valore di 50 000 euro, offerto da Tezenis.
Il 4 marzo 2011 viene pubblicato il suo primo album in studio da solista, con l'etichetta discografica Warner Music Italy, dal titolo Nali. L'album contenente nove brani, più una bonus track disponibile solo attraverso iTunes, viene promosso prima dal singolo Diamante lei e luce lui, pubblicato il 7 marzo 2011 e certificato disco d'oro dalla FIMI per le oltre 15 000 copie vendute e premiato come miglior video nella categoria Emergenti al Premio Videoclip Italiano 2011 indetto da Rockol, e da Giorno per giorno (in rotazione radiofonica dal 27 maggio 2011). Nali raggiunge come posizione massima la 2ª della Classifica FIMI Album; l'album successivamente viene certificato disco di platino per le oltre 80 000 copie vendute e premiato come Premio CD Platino ai Wind Music Awards 2011. Questo bellissimo gioco, presentato nel corso della decima edizione di Amici, entra nella Top Singoli per due settimane, la prima alla 12ª posizione, la seconda alla 5ª, nonostante non sia stato mai pubblicato come singolo. Il brano inoltre verrà successivamente inserito nella colonna sonora del film Favolacce, uscito nel 2020.
Partecipa il 20 aprile in qualità di performer ai TRL Awards 2011 e riceve nel giugno dello stesso anno il premio di Valbormidese dell'anno al 21º Trofeo Internazionale Città di Cairo Montenotte. Successivamente prende parte a O' Scià sull'isola di Lampedusa, dove duetta con Claudio Baglioni. Tra i mesi di giugno e luglio la cantante ha partecipato al tour legato alla trasmissione che l'ha lanciata: il Nokia Amici in Tour, che si è tenuto in varie località italiane. Il 3 luglio è ospite d'onore a Itri del V Torneo internazionale di Basket e tiene il suo primo concerto da solista.

### Mentre tutto cambia(2012-2013)
Il 16 marzo 2012 viene pubblicato il singolo Senza riserva, il cui relativo video è stato premiato al Premio Videoclip Italiano 2012 indetto da Rockol nella categoria Donne. Esso ha anticipato l'uscita del secondo album Mentre tutto cambia, distribuito il 27 marzo dello stesso anno. A una settimana dalla pubblicazione, l'album debutta alla nona posizione della Classifica FIMI Album. Dal 15 giugno 2012 entra in rotazione radiofonica il secondo singolo estratto dall'album, Tra due minuti è primavera, mentre il terzo estratto Per una notte o per sempre entra in rotazione radiofonica dal 14 settembre 2012. L'album ha ricevuto il premio Menzione Speciale per il valore Musical-Letterario al Premio Lunezia 2012.

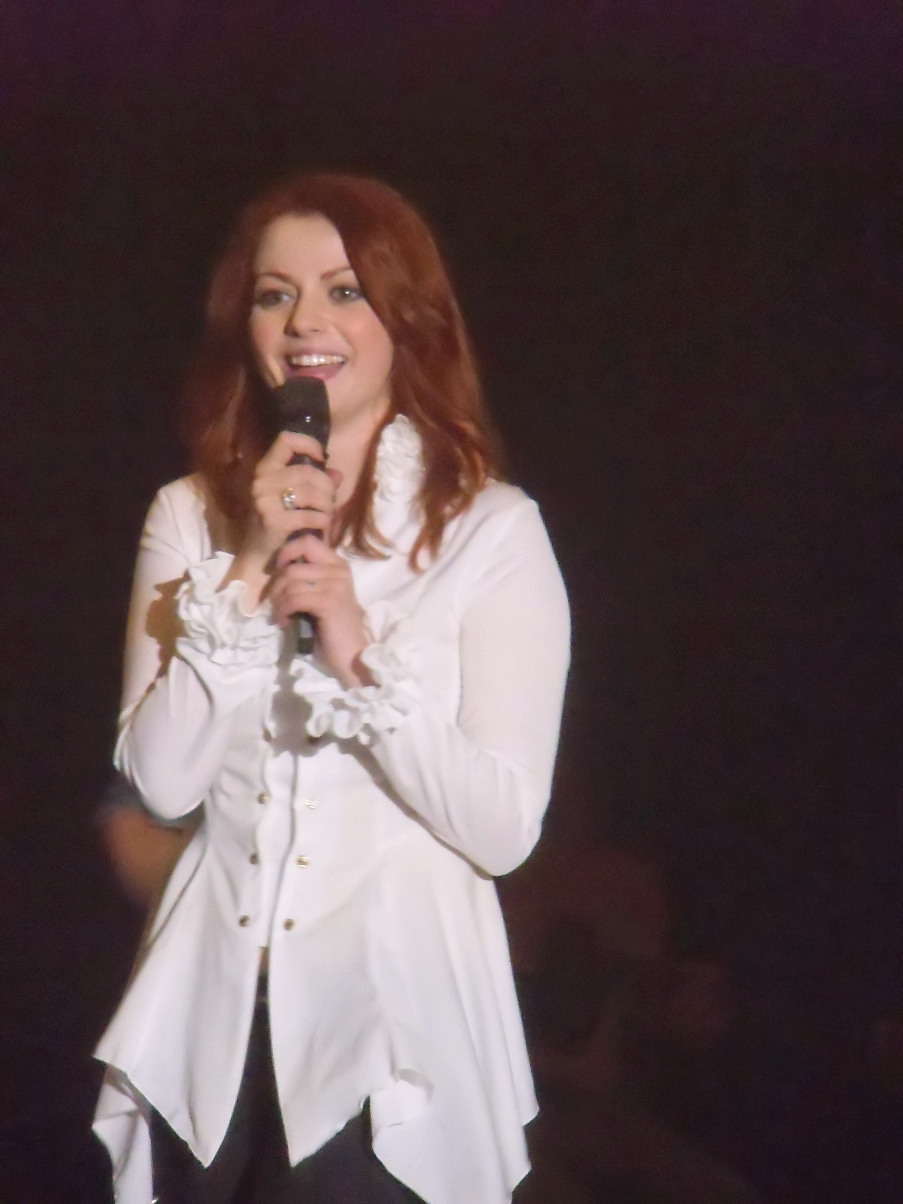
Annalisa in concerto all'Auditorium Conciliazione di Roma nel 2012

Durante l'uscita del disco viene proposto un album inedito della cantante intitolato Le origini, sotto etichetta Edel Music; il lavoro avrebbe dovuto contenere i brani interpretati dalla cantante con i leNoire (la Edel era l'etichetta discografica della band) e sarebbe dovuto uscire il 22 maggio dell'anno stesso, ma la Warner ne bloccò la pubblicazione.
Dal 31 marzo al 19 maggio 2012 la cantante fa ritorno ad Amici di Maria De Filippi in un circuito, definito "big", dedicato a nove concorrenti delle edizioni precedenti del programma, durante il serale dell'undicesima edizione, esibendosi sia con cover sia con i brani Senza riserva, Non cambiare mai e Per una notte o per sempre. Si è classificata al quarto posto nella finale, svoltasi presso l'Arena di Verona, vincendo il premio della critica giornalistica della Categoria Big, del valore di 50 000 euro, il secondo assegnatole ad Amici di Maria De Filippi e offerto da Fanta.
Il 9 luglio ha preso parte alla tappa speciale Io, l'orchestra, le donne e l'amore, dell'Unica Tour 2012 di Antonello Venditti in qualità di duettante. Questa tappa è stata pubblicata sotto forma di doppio album dal vivo di Venditti nel novembre dell'anno successivo, con il titolo Io l'orchestra, le donne e l'amore. Nello stesso periodo, inizia il suo primo tour, il Mentre tutto cambia tour, diviso in due parti, una estiva e una autunnale nei teatri.
Il 1º settembre 2012 partecipa al Premio della Stampa svoltosi a Sanremo, durante il quale esegue diversi brani tratti da Mentre tutto cambia. Il 5 settembre partecipa, in qualità di ospite, a Il concerto del vincitore - Tezenis Live di Alessandra Amoroso e Emma svoltosi presso l'Arena di Verona, esibendosi con Per una notte o per sempre; l'evento è stato trasmesso il 6 settembre in prima serata dall'emittente televisiva Canale 5. Prosegue la prima parte della sua tournée estiva, seguita a partire dal 27 ottobre dalla versione teatrale.
Il 15 dicembre prende parte a Roma, presso l'Auditorium della Conciliazione, al Concerto di Natale 2012; durante l'evento duetta con la cantante britannica Skye Edwards. Nello stesso mese incide Pirati, brano atto a sponsorizzare l'uscita in versione DVD, BD 3D e Digital HDTM del film d'animazione L'era glaciale 4 - Continenti alla deriva; Pirati è stato successivamente pubblicato come singolo l'11 gennaio 2013.

### Non so ballare(2013-2014)

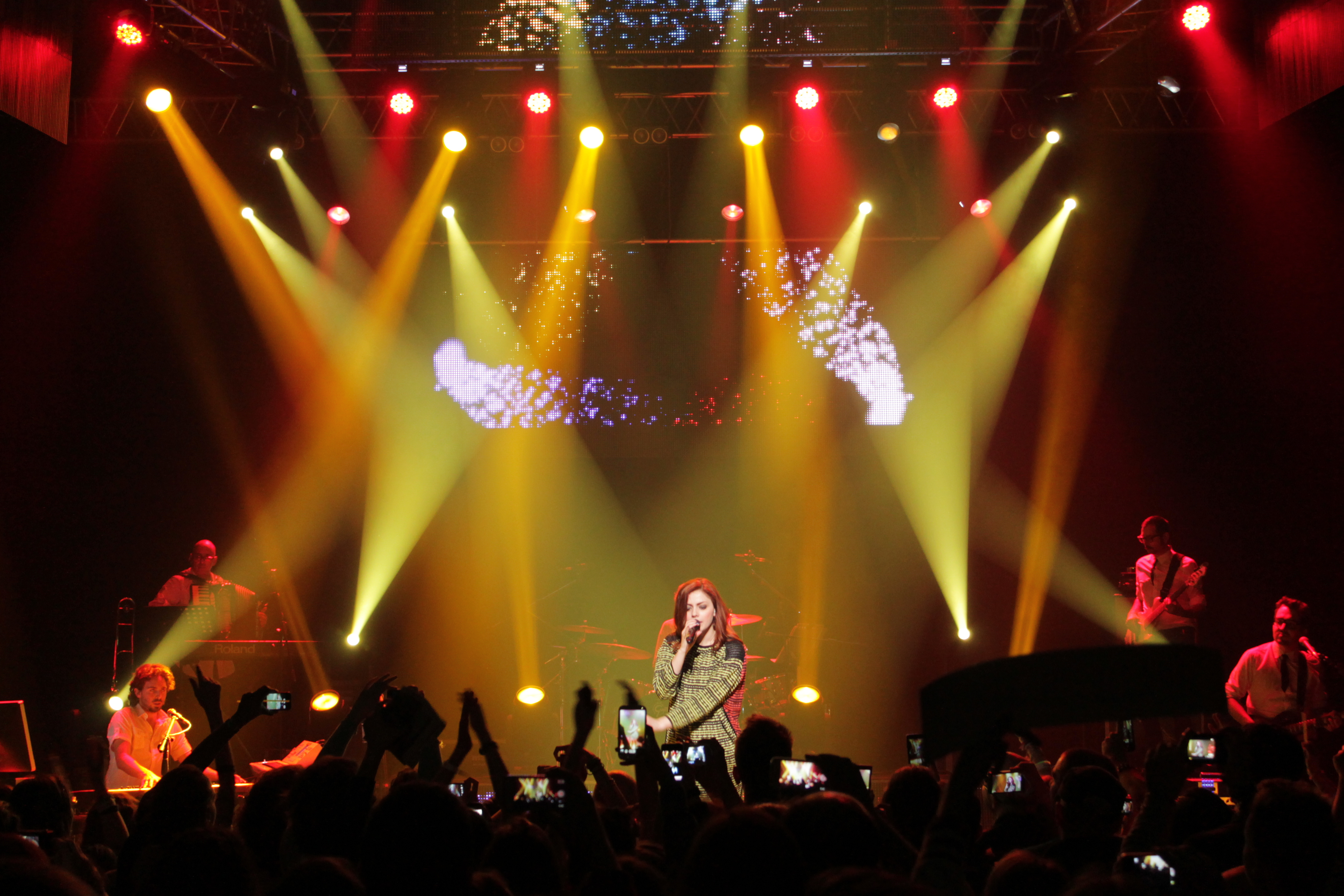
Annalisa al Teatro Nazionale di Milano per il Non so ballare tour, 3 maggio 2013.

Nel 2013 Annalisa ha preso parte al Festival di Sanremo nella categoria Big, dove per l'occasione ha presentato due brani atti ad anticipare il suo terzo album Non so ballare: l'omonimo Non so ballare e Scintille, scritte rispettivamente da Ermal Meta e da Dardust con Antonio Galbiati. Tra i due brani, rimane in gara Scintille che si è classificato al 9º posto. Durante il Festival, nella serata Sanremo Story, ha interpretato il brano Per Elisa, di Alice, duettando con Emma.
Il 23 gennaio la cantante ha rivelato la copertina dell'album e la data di pubblicazione, fissata al 14 febbraio; rende nota anche la lista delle undici tracce che lo compongono; tra queste il brano Tutta l'altra gente, riadattamento del brano L'altra gente di sua scrittura e composizione, qui in collaborazione con Giuseppe Perris per quanto riguarda le musiche. Con soli quattro giorni di rilevamento, debutta alla 9ª posizione della Classifica FIMI Album, per poi raggiungere in quella seguente, come posizione massima, la 6ª. Oltre a Scintille, sono stati successivamente estratti altri due brani, il 12 aprile 2013 entra in rotazione radiofonica Alice e il blu e il 24 giugno A modo mio amo. In contemporanea ottiene una candidatura agli MTV Awards 2013 nella categoria Artist Saga.
La cantante ha annunciato, sempre sui social, l'inizio del Non so ballare tour, in versione teatrale, per il mese di maggio 2013. Nell'estate 2013 continua con la versione estiva del tour e in contemporanea, partecipa a svariati eventi e premi, tra cui la quinta edizione del Premio Biagio Agnes, svoltasi il 22 giugno; per l'occasione ha cantato Scintille e ha presentato il terzo singolo A modo mio amo, pubblicato due giorni dopo. Il 29 giugno ha presenziato nel cast big della terza tappa del Summer Festival. Nel luglio 2013 ha inoltre partecipato alla IX edizione del Festival teatro canzone Giorgio Gaber, evento al quale si è esibita con i brani La parola io, Non arrossire e Chissà dove te ne vai. È stata successivamente premiata alla VI edizione del Galà Perla del Tirreno, con un Premio Perla del Tirreno.

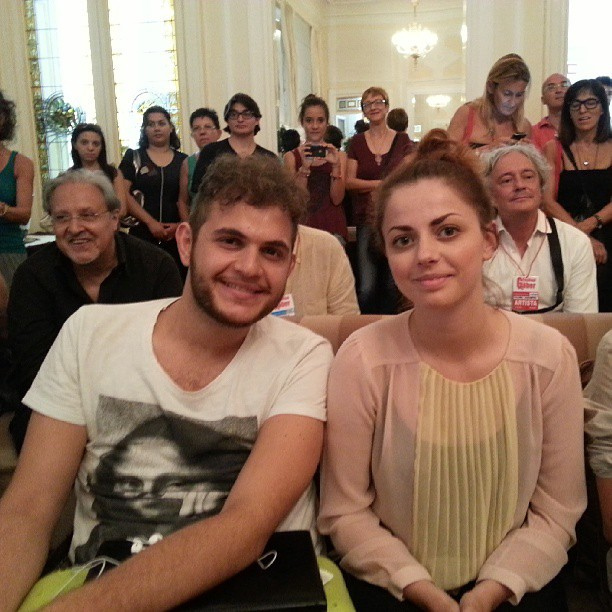
Annalisa (a destra) e Renzo Rubino a Viareggio per la conferenza stampa di presentazione del Festival teatro canzone Giorgio Gaber, 19 luglio 2013.

Il 24 luglio 2013, la cantante è stata selezionata per rappresentare l'Italia a OGAE Song Contest 2013 con il brano Alice e il blu, con cui si è classificata al terzo posto del contest il 24 dicembre 2013. La cantante, dall'estate 2013, è occupata nella scrittura e composizione dei brani per il suo quarto album in studio. In occasione della partecipazione al Festival Gaber ha infatti dichiarato:
Nel settembre 2013 la cantante ha alternato la presenza a svariati tour e festival, con date dello stesso Non so ballare tour e con la partecipazione al concerto Modena 29 settembre, in memoria di Lucio Battisti, in cui si è esibita con il brano Io vorrei... non vorrei... ma se vuoi. Nello stesso mese, ottiene due candidature ai World Music Awards come Best Female Artist e Best Video con Alice e il blu, mentre nel 2014 una come Best Live Act e una come Best Song con Alice e il blu. Vince inoltre la sesta edizione di International Song Contest: The Global Sound con Scintille. Il 30 dello stesso mese, al Nuovo Teatro Carisport di Cesena, apre una tappa del tour di Roberto Vecchioni e duetta con lui sulle note di Luci a San Siro. La cantante ha raggiunto il podio nelle tre categorie dei Rockol Awards 2013 in cui era candidata, riportando rispettivamente la seconda posizione per il Miglior Concerto/Festival/Tour italiano e Miglior album italiano con Non so ballare e la terza posizione per il Miglior singolo italiano con Scintille.

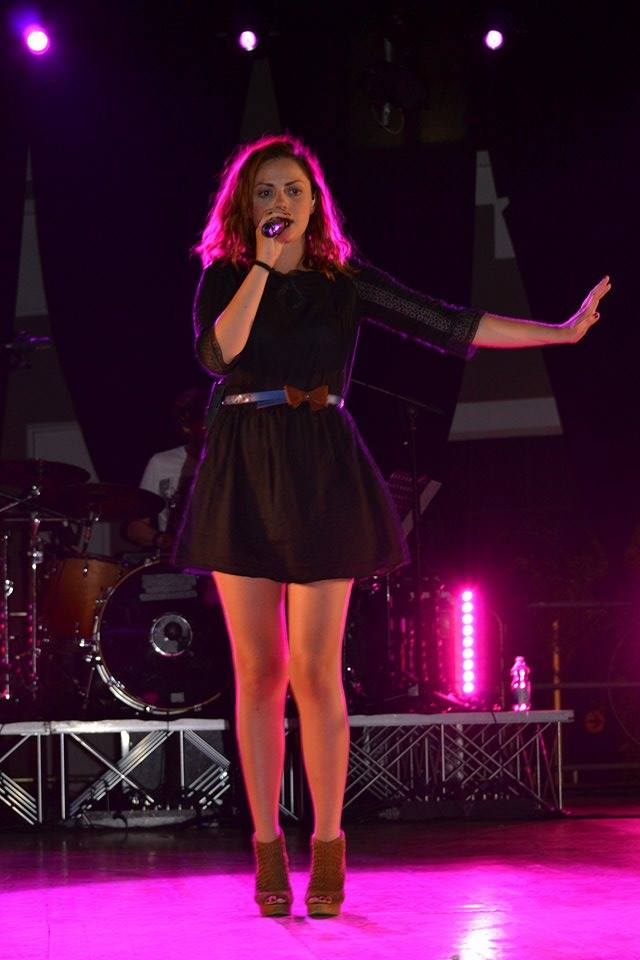
Annalisa in concerto ad Agira, 3 agosto 2013.

Il 18 dicembre 2013 Annalisa partecipa, presso l'Auditorium Conciliazione, a Canto di Natale - 50º Gemelli Insieme, concerto natalizio dedicato al 50º della fondazione del Policlinico Agostino Gemelli di Roma.
Nel dicembre 2013 viene comunicato dall'autore del brano che Tutto sommato, contenuto nel secondo album in studio della cantante Mentre tutto cambia, è colonna sonora del film olandese Toscaanse Bruiloft, girato in Toscana nell'estate 2013. Nel gennaio 2014, il brano, in concomitanza con la pubblicazione dell'album nell'iTunes Store olandese (e con la pubblicazione fisica dello stesso il 24 gennaio), viene estratto come singolo nei Paesi Bassi. Per questi motivi la cantante nel mese di gennaio 2014 è impegnata per la prima volta all'estero sia per la promozione del film, sia per la promozione del suo primo album pubblicato all'estero. Del film fanno parte anche le due bonus track della versione digitale di iTunes Paesi Bassi dell'album, il brano Non so ballare e l'inedito, non pubblicato in Italia, Capirai.

### Verso il quarto album: le collaborazioni e la svolta cantautorale (2014)
Nel 2014 Annalisa, in attesa della pubblicazione del suo quarto album in studio, prende parte ad alcune collaborazioni. La prima si concretizza il 1º aprile con la pubblicazione del featuring Ferire per amare di Moreno, contenuto nel secondo album di quest'ultimo, Incredibile. Il successivo 5 maggio esce con Sento solo il presente, primo singolo che anticipa l'uscita del nuovo album. Attraverso varie interviste viene svelato che Kekko Silvestre, frontman dei Modà, si è occupato sia della scrittura e composizione del brano, sia dell'intera produzione del cd; quest'ultima affidata anche a Enrico Palmosi. Di concerto con Silvestre, la cantante dichiara di voler svelare traccia dopo traccia questo nuovo progetto, pubblicando alcuni singoli prima della sua effettiva pubblicazione. Ha infatti dichiarato:
Nei mesi successivi presenzia a vari spettacoli per presentare i brani. La troviamo per questo tra gli ospiti del concerto di Alessandra Amoroso del 19 maggio all'Arena di Verona e il 25 dello stesso mese come ospite duettante, nel corso della semifinale della tredicesima edizione di Amici di Maria De Filippi, in cui canta dapprima Ferire per amare con Moreno e successivamente Sento solo il presente con la concorrente Deborah Iurato.
A giugno prende parte a due delle quattro puntate del Summer Festival 2014 nella categoria Big, nel quale ottiene la candidatura con Sento solo il presente per il premio RTL 102.5 - Canzone dell'estate 2014, piazzandosi 2ª nella finalissima. Partecipa anche al premio di serata, classificandosi 3ª nella terza serata dell'evento e 2ª nella quarta tappa. Durante questo evento conoscerà il rapper Raige e nascerà una amicizia che sfocerà nella sua seconda collaborazione, pubblicata il successivo 9 dicembre 2014. Il brano, estratto come singolo di Raige, si chiama Dimenticare (mai).
Nell'estate 2014 inoltre riceve una candidatura ai Velvet Awards 2014 come Best Summer Song con il singolo Sento solo il presente venendone proclamata vincitrice il successivo 10 agosto 2014 e a ottobre due candidature ai Latin Music Italian Awards, come Best International Female Artist Or Group Of The Year e Best International Female Video Of The Year con Sento solo il presente.
Dopo la pubblicazione di Sento solo il presente, brano che ha raggiunto la settima posizione della Top Singoli e che è stato certificato disco d'oro dalla FIMI per le oltre 15 000 copie vendute, viene estratto come secondo singolo il 19 settembre, L'ultimo addio. Il testo vede la firma di Annalisa e Diego Calvetti, mentre le musiche sono affidate a Francesco Sighieri. È il primo brano di scrittura di Annalisa a essere estratto come singolo. Il singolo è stato successivamente certificato disco d'oro nella settimana nº 48 del 2015 per le oltre 25 000 copie vendute.
Nella seconda metà dell'anno, partecipa ad alcune premiazioni ed eventi. Nello specifico il 20 settembre prende parte alla seconda edizione di Buon Compleanno Mimì a Teatro Dal Verme, in onore di Mia Martini, interpretando Minuetto e Sento solo il presente, live piano e voce e il 28 dello stesso mese partecipa, in qualità di ospite, all'ultima tappa del Secondo Rubino Tour di Renzo Rubino. Riceve il 2 ottobre 2014, a Bagnara Calabra, il Premio Mia Martini.
Nel corso dell'anno, inoltre, si concretizza la sua collaborazione come autrice e scrittrice sia dei propri brani sia di quelli per altri artisti, divenendo autrice e compositrice per la Warner Chappell Music Italiana dal dicembre 2014. Difatti nel precedente mese di maggio 2014 scrive con Marco Ciappelli il testo di Siamo amore per la concorrente di Amici di Maria De Filippi Giada Agasucci; il brano inserito nell'EP di debutto di Giada, intitolato Da capo, è stato estratto come secondo singolo il 20 giugno.
Collabora successivamente con la band italiana The Framers, duo composto da Phil Mer e Andrea Lombardini, come ospite speciale del loro secondo album in studio Notturni, interpretando la bonus track Notturno, unico brano con parti vocali; il testo narra di una ragazza che vaga dispersa in una notte innevata nella speranza di essere ritrovata e salvata.
Dal mese di dicembre 2014 è impegnata come protagonista del film Babbo Natale non viene da Nord, diretto da Maurizio Casagrande e uscito l'anno seguente.

### Splende(2014-2015)
Il 14 dicembre 2014 viene annunciata da Carlo Conti la sua partecipazione al Festival di Sanremo 2015, nella sezione Campioni, con il brano Una finestra tra le stelle, scritto e composto da Kekko Silvestre con cui si piazzerà al quarto posto. La canzone viene scelta come la dodicesima canzone italiana a risuonare nello spazio personalmente dall'astronauta Samantha Cristoforetti. Il brano debutta con quattro giorni di rilevamento alla 7ª posizione della Top Singoli e raggiunge in quella seguente come posizione massima, la 5ª della medesima classifica. Nel corso della decima settimana del 2015 la FIMI certifica il singolo disco d'oro digitale per aver venduto oltre 25 000 copie, mentre nel corso della diciottesima settimana dello stesso anno, viene certificato disco di platino per aver venduto oltre 50 000 copie in digitale.
Il 23 gennaio 2015, attraverso la pagina Facebook della cantante, viene reso noto il titolo del quarto album, Splende, acquistabile dal 12 febbraio. L'album, prodotto da Kekko Silvestre, contiene, oltre i singoli estratti, sei brani firmati da Annalisa stessa e la cover di Ti sento, interpretata a Sanremo per la "serata cover". L'album debutta al settimo posto della Classifica FIMI Album, mantenendo la top 10 anche nelle due settimane successive. Sempre il 23 gennaio vengono annunciate le prime due date al Teatro Nuovo di Milano e all'Auditorium Parco della Musica di Roma, che anticipano il tour teatrale che la terrà occupata in dodici date durante i mesi successivi.
Il 15 maggio 2015 entra in rotazione radiofonica Vincerò, quarto singolo estratto da Splende, il secondo pubblicato e scritto dalla stessa Annalisa; lo stesso durante la 35ª settimana del 2015 viene anch'esso certificato disco d'oro dalla FIMI per aver venduto oltre 25 000 copie. Il 16 maggio 2015, alla tappa dell'Estathè Market Sound di Milano, sono ospiti al suo concerto Alessandra Amoroso, Arisa e Raige, con cui duetta rispettivamente sulle note di Questo bellissimo gioco, L'ultimo addio e Dimenticare (mai).
In occasione degli MTV Awards 2015, Annalisa ha ricevuto tre candidature come Artist Saga, Wonder Woman e MTV Awards Star, esibendosi successivamente alla cerimonia di premiazione avvenuta il 14 giugno presso il Parco delle Cascine di Firenze.
Nello stesso mese la cantante partecipa al Summer Festival 2015 con Vincerò, grazie al quale ha ottenuto una candidatura al Premio RTL 102.5 - Canzone dell'estate 2015, indetto dall'emittente radiofonica RTL 102.5. I brani candidati partecipano anche alle gare di puntata e il 26 giugno la cantante è rientrata nel cast della seconda puntata dell'evento, aggiudicandosi il terzo posto con Vincerò.
Il 12 settembre 2015 Annalisa ha annunciato l'uscita del quinto e ultimo singolo estratto da Splende, fissata al 18 settembre successivo; esso si è rivelato essere l'omonimo Splende.
Tra fine novembre e inizio dicembre la cantante è stata attiva su più fronti. Contemporaneamente alla promozione del film che l'ha vista protagonista, Babbo Natale non viene da Nord, Annalisa ha proseguito la propria attività di scrittrice e compositrice per altri cantanti, figurando tra gli autori insieme a Claudio Guidetti e Tony Hadley (voce degli Spandau Ballet) del brano Every Seconds I'm Away, presente nell'album natalizio di quest'ultimo, The Christmas Album. Per la prima volta ha inoltre vestito i panni di conduttrice in occasione della trasmissione del programma Tutta colpa di Einstein - Quelli del Cern, dove, attraverso la missione Nali to Cern, ha portato il pubblico al campus del CERN.

### Se avessi un cuore(2015-2017)
Il 13 dicembre 2015 è stata annunciata la sua partecipazione al Festival di Sanremo 2016 con il singolo Il diluvio universale, classificatosi undicesimo alla serata finale della manifestazione. Tale brano, insieme al secondo singolo Se avessi un cuore, uscito il 15 aprile, ha anticipato il quinto album in studio della cantante, intitolato Se avessi un cuore e pubblicato il 20 maggio 2016.
L'8 giugno 2016, insieme ad altri cantanti italiani, Annalisa ha preso parte alla prima delle due serate organizzate da Radio Italia Live - Il concerto, nel corso della quale si è esibita con Se avessi un cuore, Senza riserva e Una finestra tra le stelle. Nello stesso mese ha preso parte agli MTV Italia Awards 2016 tenuti a Firenze nonché alla prima e quarta puntata del Summer Festival 2016 cantando Se avessi un cuore. Il 12 agosto la cantante ha pubblicato il terzo singolo estratto dall'album, ovvero Used to You/Potrei abituarmi, versione italo-inglese del brano Used to You composto per lei da Dua Lipa e anticipato, il giorno precedente, dal video dello stesso. Il 16 settembre il rapper Rocco Hunt ha pubblicato il singolo Stella cadente, che ha visto la partecipazione vocale della stessa Annalisa.
Il 21 ottobre 2016 il duo Benji & Fede ha pubblicato il secondo album 0+, nel quale è presente un duetto con Annalisa, Tutto per una ragione; il brano è stato successivamente pubblicato come singolo il 12 maggio 2017, venendo certificato triplo disco di platino per le oltre 150 000 copie vendute. Il 19 e il 20 novembre 2016 ha aperto le date italiane del Purpose World Tour di Justin Bieber a Bologna, cantando insieme ai The Knocks il loro brano Classic. Dal 4 dicembre 2016, per tre domeniche consecutive, è andato in onda in seconda serata su Italia 1 il programma televisivo Tutta colpa di Galileo, dove Annalisa ha vestito nuovamente i panni di conduttrice e ha compiuto un viaggio alla scoperta dello spazio, intervistando anche importanti nomi del settore come Samantha Cristoforetti, Paolo Nespoli e Luca Parmitano.
In occasione del Festival di Sanremo 2017, Annalisa avrebbe dovuto duettare con Ron nella serata dedicata alla cover con il brano Insieme a te non ci sto più ma, in seguito all'eliminazione del cantante, la collaborazione non è avvenuta. Il 4 marzo 2017 ha preso parte al concerto di Benji & Fede al Forum di Assago, duettando in Tutto per una ragione. Dal 27 dello stesso mese Annalisa ha condotto per due settimane il programma radiofonico 105 Take Away di Radio 105 insieme a Daniele Battaglia e Alan Caligiuri.

### Bye Bye(2017-2018)

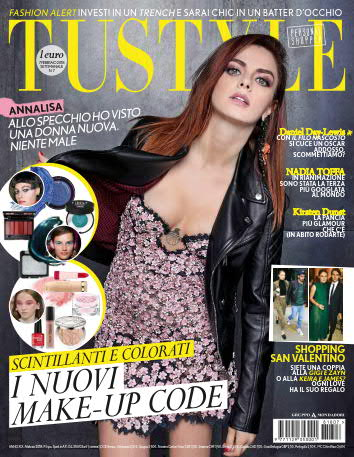
Annalisa sulla copertina della rivista TuStyle del 7 febbraio 2018

Il 30 agosto 2017 è stato rivelato che la cantante stava registrando le parti vocali per alcuni brani appartenenti a un nuovo album in studio, il quale verrà prodotto da Michele Canova Iorfida. Dopo ulteriori aggiornamenti effettuati sulla rete sociale, Annalisa ha rivelato l'uscita del singolo Direzione la vita, avvenuta il 13 ottobre 2017. Parallelamente alla pubblicazione del singolo, la cantante ha anche partecipato alla composizione del brano L'ultimo Latin Lover della cantante Gianna Nannini, presente nell'album di quest'ultima Amore gigante.
Il 22 gennaio 2018 è stato annunciato il sesto album Bye Bye, pubblicato il successivo 16 febbraio. L'album è stato anticipato dal secondo singolo Il mondo prima di te, presentato al 68º Festival di Sanremo e classificatosi terzo nella medesima manifestazione. Il 20 aprile è stato estratto come terzo singolo l'omonimo Bye Bye. Il 24 agosto è stato estratto come quarto singolo Un domani in duetto con Mr. Rain.

### Nuda(2019-2021)
Il 4 giugno 2019 Annalisa ha reso disponibile il singolo inedito Avocado toast, presentato per la prima volta dal vivo all'Arena di Verona in occasione dei SEAT Music Awards. Il 29 novembre dello stesso anno la cantante ha presentato Vento sulla Luna, primo singolo del settimo album, realizzato con la collaborazione del rapper Rkomi e promosso pochi giorni più tardi dal relativo video. Il 5 aprile 2020 esce il singolo di J-Ax Supercalifragili, al quale Annalisa ha collaborato sia come autrice sia come cantante, mentre dieci giorni più tardi la cantante ha pubblicato Houseparty come secondo singolo dal settimo album. Il 4 settembre esce il terzo singolo Tsunami, presentato per la prima volta dal vivo all'Arena di Verona in occasione dei SEAT Music Awards 2020. Il 18 settembre 2020 è stato pubblicato il settimo album in studio Nuda, che vanta diverse collaborazioni con altri artisti, tra cui Achille Lauro, J-Ax e Chadia Rodríguez. A novembre ha partecipato al singolo San Lorenzo di Alfa.
Nel 2021 ha preso parte al 71º Festival di Sanremo con il brano Dieci, classificandosi settima. Con l'uscita del singolo viene distribuita anche la riedizione dell'album, intitolata Nuda10 e contenente varie bonus track. Da essa sono stati estratti anche i singoli Movimento lento e Eva+Eva, usciti il 28 maggio e l'8 ottobre e che si differenziano dalle versioni del disco per presentare le partecipazioni vocali rispettivamente di Federico Rossi e Rose Villain. Il 19 maggio ha interpretato Il Canto degli Italiani prima della finale di Coppa Italia 2020-2021. Il 5 novembre è uscita una nuova versione del singolo Family di David Guetta (con la partecipazione di Ty Dolla Sign e A Boogie wit da Hoodie), a cui Annalisa ha preso parte nella versione italiana come voce e autrice della traduzione (in originale inglese cantata da Bebe Rexha).

### E poi siamo finiti nel vortice(2022-2024)

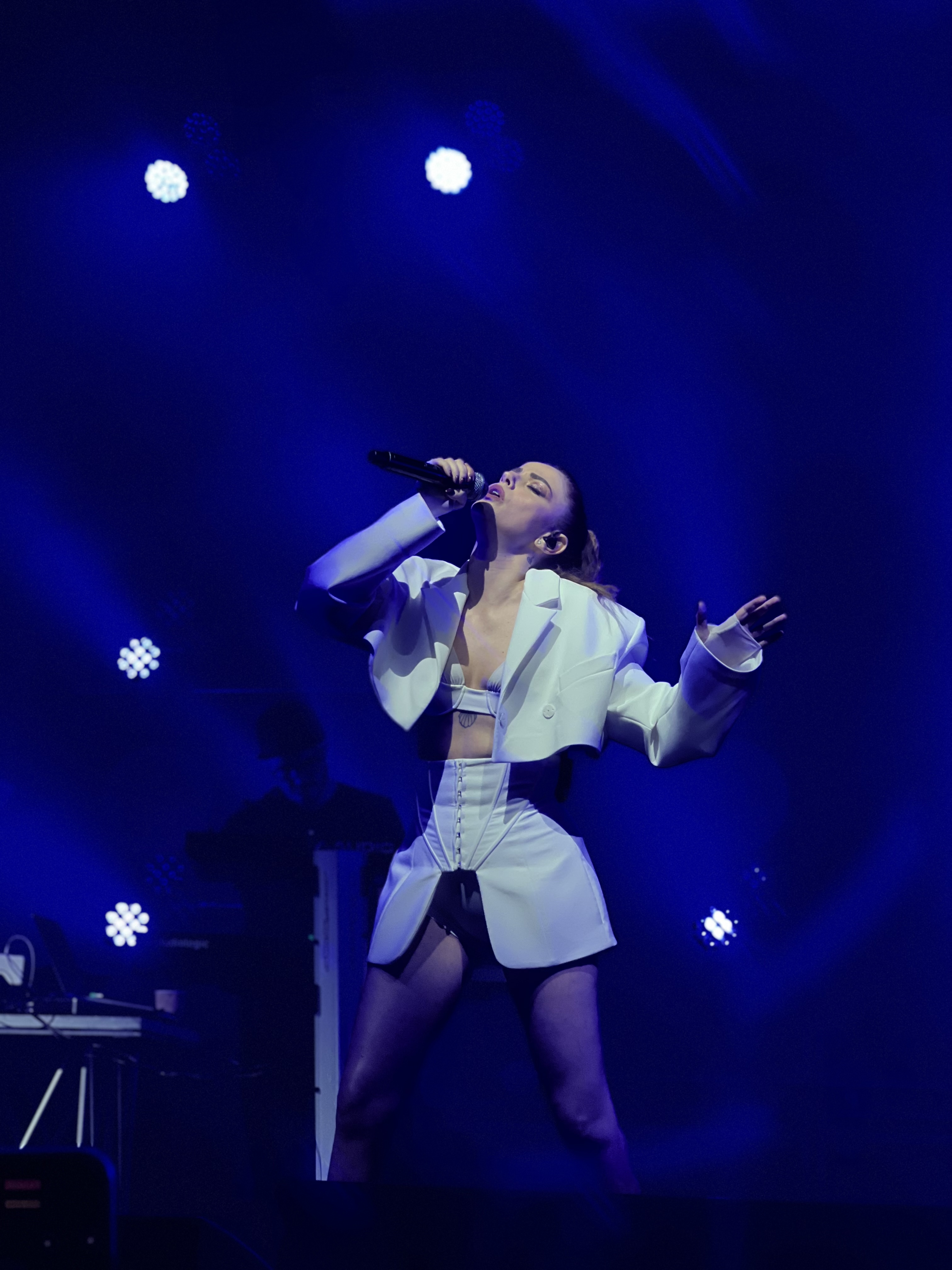
Annalisa nel 2022 al Fabrique di Milano per il Nuda10 Club Tour

Nel 2022 Annalisa ha collaborato con i Boomdabash alla realizzazione del singolo Tropicana, distribuito digitalmente il 10 giugno insieme al relativo video. Intorno allo stesso periodo ha proseguito la lavorazione al suo ottavo album, pubblicando il 2 settembre il primo singolo Bellissima, che diventa il brano di un'artista italiana con più settimane trascorse nella classifica settimanale delle vendite FIMI. Il 31 marzo 2023 è stata la volta del secondo singolo Mon Amour, con il quale raggiunge per la prima volta in carriera la prima posizione della Top Singoli, e che diventa il brano di un'artista solista italiana più venduto in Italia nella storia della FIMI. Il 25 maggio seguente, insieme a Fedez e agli Articolo 31, pubblica il singolo Disco Paradise, che giunge alla terza posizione in FIMI.
Il 16 giugno 2023 la cantante ha annunciato il titolo dell'ottavo album, E poi siamo finiti nel vortice, uscito il 29 settembre seguente e che ha esordito alla prima posizione della Classifica FIMI Album, divenendo il primo progetto dell'artista ad ottenere tale risultato. L'8 settembre pubblica il terzo singolo Ragazza sola insieme al relativo video, mentre il 17 novembre è uscito come quarto singolo Euforia. Nello stesso anno ha inoltre pubblicato la cover natalizia del brano Christmas (Baby Please Come Home) di Darlene Love esclusivamente su Amazon Music, inserita nella colonna sonora del film Elf me. Nello stesso anno la rivista Forbes Italia l'ha inserita tra le cento donne di successo in Italia.

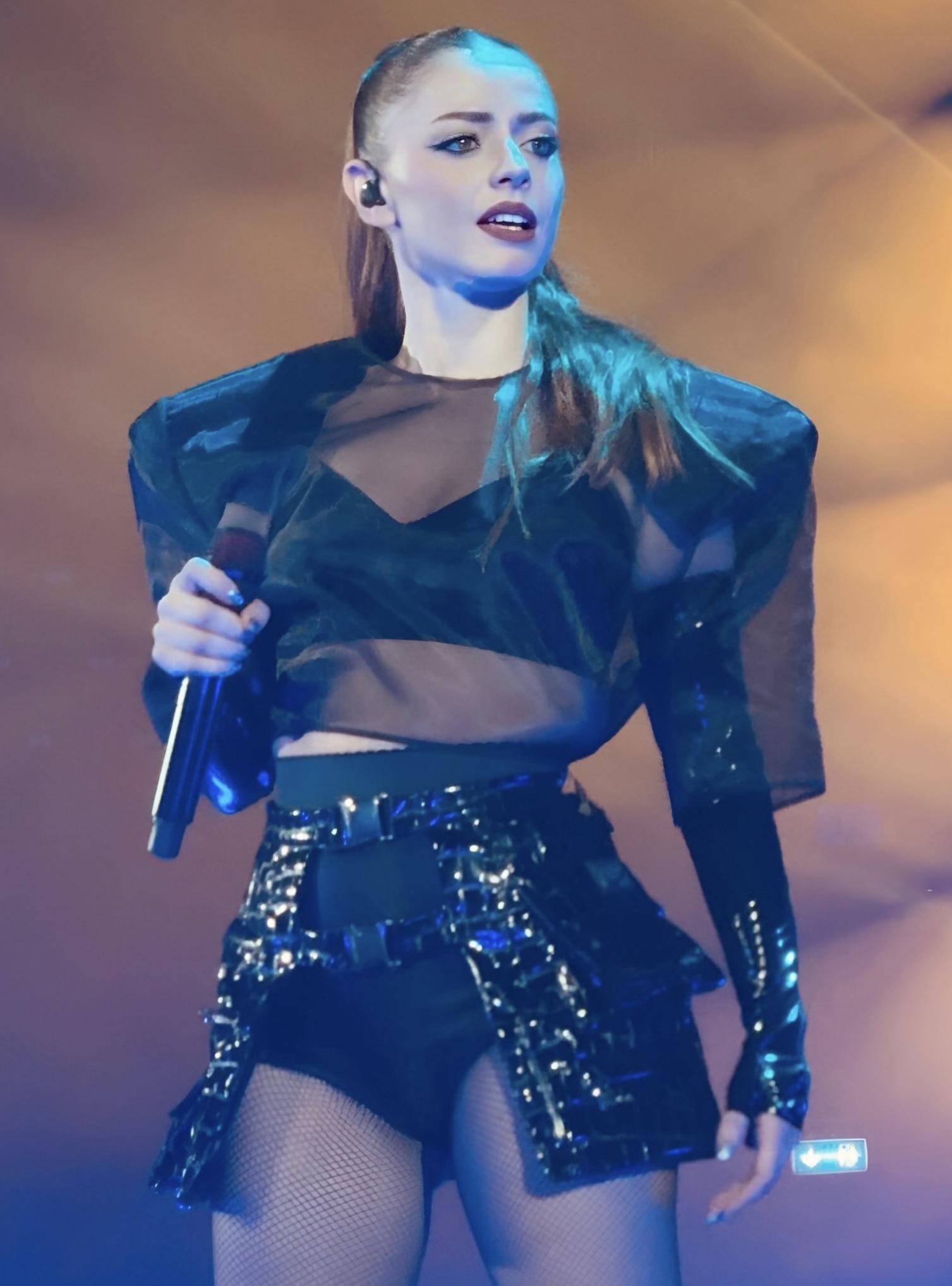
Annalisa in concerto al Forum di Milano, 4 novembre 2023

Nel 2024 la cantante è tornata a partecipare al 74º Festival di Sanremo con il brano Sinceramente, classificandosi al terzo posto nella serata conclusiva. Il brano ha stabilito il record per il maggior numero di riproduzioni streaming raccolti in 24 ore in territorio italiano su Spotify da parte di un'artista, posizionandosi inoltre al settantacinquesimo posto nella classifica globale della piattaforma. Globalmente su Spotify il singolo è stato il quinto miglior debutto, Stati Uniti d'America esclusi, nel periodo compreso tra il 9 e l'11 febbraio. Con Sinceramente, la cantante si posiziona inoltre al terzo posto degli artisti italiani più ascoltati sulla piattaforma, posizione più alta mai raggiunta da un'artista. Il brano ha inoltre debuttato al 95º posto nella Billboard Global 200; facendo diventare Annalisa la prima donna italiana a entrare nelle prime cento posizioni di tale classifica. Sinceramente è risultato essere il brano di un'artista solista più veloce a raggiungere il doppio disco di platino con sole sei settimane.
Ad aprile 2024 è partito il Tutti nel vortice Tour, durante il quale la cantante si è esibita per la prima volta, dopo un concerto-evento sold out tenuto il 4 novembre 2023 al Forum di Assago come anteprima, nei principali palazzetti d'Italia e in seguito anche all'Arena di Verona in due concerti-evento il 14 e 20 maggio, il primo dei quali trasmesso in differita il 5 settembre 2024 su Canale 5 con il titolo Annalisa - Tutti in Arena. In seguito, tra giugno e agosto 2024 la cantante è stata impegnata nella leg estiva del tour nei principali festival e grandi spazi aperti di tutta Italia. Alla fine del tour, tutte le date dei concerti hanno registrato il tutto esaurito con più di 200 000 biglietti venduti, motivo per il quale Annalisa ha vinto il Premio Live Platino ai TIM Music Awards 2024.
Nel stesso periodo, Annalisa ha prestato la propria voce ai brani Salto nel buio di Stabber in collaborazione con Coez, Memories di Capo Plaza, Istinto animale di Don Joe in collaborazione con Guè ed Ernia, pubblicato come singolo il 10 maggio 2024, e Beatrice di Tedua, pubblicato successivamente come singolo il 6 settembre 2024 e con il quale ha raggiunto per la seconda volta in carriera la prima posizione della Top Singoli. Il 5 giugno 2024 è stato pubblicato il singolo Storie brevi, in collaborazione con Tananai, anch'esso salito sul podio della Top Singoli, al secondo posto, e con il quale l’artista ha vinto, il 3 settembre seguente, l'ottava edizione del Power Hits Estate.

### 2025-presente
Il 14 febbraio 2025 Annalisa è tornata al Festival di Sanremo, stavolta come ospite, duettando con Giorgia nella quarta serata dedicata alle cover: la coppia ha vinto la serata reinterpretando Skyfall di Adele. L'8 maggio è uscito il nuovo singolo Maschio, in cui l'artista ha cambiato stile, ritraendosi in versione maschile.

## Vita privata
Nel 2009 ha conseguito la laurea triennale in fisica presso l'Università degli Studi di Torino. Anche in ragione di ciò, nel maggio del 2024 l'Unione Astronomica Internazionale le ha intitolato l'asteroide 20014 Annalisa, scoperto nel 1991.
Il 29 giugno 2023 si è sposata ad Assisi con Francesco Muglia, manager di Costa Crociere, conosciuto nel 2021.

## Stile e influenze musicali
Nel 1999, all'età di tredici anni, ha iniziato a studiare tecnica musicale e vocale con l'insegnante Danila Satragno, che definisce la voce di Annalisa un po' "minesca".
La cantante è caratterizzata da una voce pulita che si delinea precisamente dopo i vent'anni; nel frattempo ha esplorato vari generi, come il soul e il rock, per poi orientarsi principalmente verso il pop. Se i primi dischi sono principalmente orientati al pop melodico e a ballata con influenze adult contemporary music, jazz e folk, e uno stile di canto che la avvicinava a quello di Meg, a partire dal quinto album Se avessi un cuore e più ancora con Bye Bye, Annalisa si è avvicinata anche alle sonorità musicali dance pop, urban, contemporary R&B ed elettropop, occasionalmente anche con basi musicali trap; le ballate, pur sempre presenti, hanno influenze spesso vicine all'ambient pop. In seguito a questa svolta, ha evoluto il suo look, seguendo lo stile dei nuovi generi musicali affrontati.
Annalisa vede i suoi riferimenti musicali e ispirazioni in Björk, Portishead, Nick Cave, PJ Harvey, Joni Mitchell, i Sigur Rós, i Radiohead, Dua Lipa, Nada, Jolie Holland, Cristina Donà, Rettore, Depeche Mode, Lady Gaga, Tiziano Ferro, Giorgia, Elisa, Taylor Swift, Rihanna, Katy Perry, Raffaella Carrà, Zara Larsson; nello stile di scrittura ha dichiarato di essere invece orientata su un tipo di testo diretto, semplice e intimista ispirato alla scuola genovese dei cantautori, specialmente a Luigi Tenco e Bruno Lauzi, ma negli ultimi anni anche al modo di costruire le strofe tipico dell'hip hop, soprattutto in seguito alla collaborazione con artisti come Danti, Achille Lauro e Dargen D'Amico.
I testi delle canzoni di Annalisa raccontano l'amore e i sentimenti, ma anche le passioni, le inquietudini e le caratteristiche tipiche dei millennial (la generazione Y dei nati tra gli anni ottanta e la metà degli anni novanta), il rapporto con il suo pubblico, le relazioni interpersonali, i problemi delle donne, l'amicizia e l'affrontare la vita con positività, ottimismo e leggerezza.

## Attivismo
Il 4 ottobre 2014 ha partecipato, in qualità di ospite, al concerto gratuito dei Nomadi in piazza del Duomo, a Milano, l'Exodus Nomadi Live: tremenda voglia di musica, per festeggiare i 30 anni della Fondazione Exodus creata da Antonio Mazzi per il recupero dei giovani, vittime di drammi sociali. Nel dicembre 2014 è stato pubblicato il DVD del concerto, Exodus Nomadi Live Tremenda voglia di musica.
Il 6 marzo 2017 ha partecipato insieme ad altri artisti al concerto evento di Ron a favore di AISLA al Teatro Dal Verme di Milano. Nel maggio 2024 ha preso parte al concerto di beneficenza Una. Nessuna. Centomila – in Arena, a sostegno delle donne vittime di violenza.
Nel giugno 2024 è stata la madrina della 30ª edizione del Roma Pride.

## Discografia
- 2011 – Nali
- 2012 – Mentre tutto cambia
- 2013 – Non so ballare
- 2015 – Splende
- 2016 – Se avessi un cuore
- 2018 – Bye Bye
- 2020 – Nuda
- 2023 – E poi siamo finiti nel vortice

## Tournée
- 2012 – Mentre tutto cambia tour
- 2013 – Non so ballare tour
- 2015 – Splende tour
- 2016 – Se avessi un cuore tour
- 2017 – Live Quartet
- 2018 – Bye Bye Live
- 2021 – Nuda10 Open Air
- 2022 – Nuda10 Club
- 2024 – Tutti nel vortice tour

## Programmi televisivi
- Amici di Maria De Filippi (2010-2012, 2017)[252]
- Tutta colpa di... (2015-2019)
- Sanremo Giovani (2018)
- Annalisa - Tutti in Arena (2024)

## Partecipazioni a manifestazioni canore
- Festival di Sanremo (Rai 1)
  - 2013 – 9º posto sezione "Campioni" con Scintille
  - 2015 – 4º posto sezione "Campioni" con Una finestra tra le stelle
  - 2016 – 11º posto sezione "Campioni" con Il diluvio universale
  - 2018 – 3º posto sezione "Campioni" con Il mondo prima di te
  - 2021 – 7º posto sezione "Campioni" con Dieci
  - 2024 – 3º posto con Sinceramente

## Filmografia
- Babbo Natale non viene da Nord, regia di Maurizio Casagrande (2015)

## Spot pubblicitari
- Tezenis (2018)
- Trussardi (2018)
- Hyundai (2020)
- LA MER (2020)
- Garofalo (2023-2025)
- Goldenpoint (2023)
- Toyota (2023-2024)
- Estathé (2024)
- Pandora (2025)

## Primati
- Con all'attivo 4850000 unità certificate in Italia, corrispondenti a 52 dischi di platino e 14 d'oro, è l'artista femminile con più copie vendute in era FIMI.[253]
- Nel 2023, con il singolo Bellissima, diventa la prima artista solista italiana a rimanere un anno nella classifica FIMI[254] con un brano, 52 settimane consecutive, primato che raggiunge anche su Spotify Italia con 365 giorni consecutivi.[12]
- Con 78 settimane, il singolo Bellissima ha stabilito il record per il brano di un'artista italiana con più settimane trascorse nella classifica FIMI.[190]
- Con 600 000 copie vendute, corrispondenti a 6 dischi di platino, il singolo Mon Amour è il brano di un'artista solista più venduto in era FIMI.[255]
- Nel 2023, diventa la prima donna a raggiungere la prima posizione nella classifica FIMI Album, Singoli e Vinili nello stesso anno.[256]
- Con 1649855 stream, il singolo Sinceramente ha stabilito il record per il miglior debutto nelle prime 24 ore su Spotify Italia da parte di una donna[201] e, con 1813791 stream, quello come miglior debutto nella classifica globale di Spotify per un'artista solista italiana.[257]
- Nel 2024, con il debutto del singolo Sinceramente al 95º posto nella Billboard Global 200, diventa la prima donna italiana ad entrare nella top 100 di tale classifica.[204]
- Nel 2024, con l'ottenimento del Global Force Award, diventa la prima artista italiana premiata ai Billboard Women in Music.[258]
- Nel 2024, il singolo Sinceramente in soli 40 giorni viene certificato doppio disco di platino dalla FIMI, diventando multiplatino e così il brano di una donna più veloce a raggiungere questo risultato.[206]
- Con quattro brani certificati, è l'artista femminile con più copie certificate dalla FIMI nella storia del Festival di Sanremo.[259]
- Nel 2024, con 6 Music Awards, stabilisce il record per il maggior numero di premi ricevuti in una singola edizione da parte di un'artista.[260]
- Con la vittoria del Best Italian Act nel 2018 e nel 2024 agli MTV Europe Music Awards, è l'unica donna ad aver vinto due volte il premio.[261]
- Con la vittoria dell'OGAE Second Chance 2024 e dell'OGAE Song Contest 2024, diventa la prima artista a vincere entrambi i concorsi nello stesso anno.[262]
- È l'artista femminile italiana con il maggior numero di singoli entrati nella top 10 della Top Singoli.[263]

## Riconoscimenti
- Amici di Maria De Filippi
  - 2011 – Vinto – Premio della Critica giornalistica[10]
  - 2012 – Vinto – Premio della Critica giornalistica (Categoria Big)[9]
- Billboard Women in Music
  - 2024 – Vinto – Global Force[264][265]
- BreakTudo Awards
  - 2023 – Candidatura – Miglior video internazionale con Mon Amour[266]
- Festival di Sanremo
  - 2025 – Vinto – Miglior cover con Skyfall (insieme a Giorgia)[215]
- Fox Music League
  - 2014 – Vinto – Fox Music League con Alice e il blu[267]
- Gran Gala Perla del Tirreno 
  - 2013 – Vinto – Premio Perla del Tirreno[94]
- Gran Galà della Stampa
  - 2024 – Vinto – Premio Super Hit[268]
- International Song Contest - The Global Sound
  - 2013 – Vinto – International Song Contest: The Global Sound con Scintille[100]
- Latin Music Italian Awards
  - 2014 – Candidatura – Best International Female Artist or Group of the Year[29]
  - 2014 – Candidatura – Best International Female Video of the Year con Sento solo il presente[29]
  - 2015 – Candidatura – Best International Female Artist or Group of the Year[30]
  - 2015 – Candidatura – Best International Female Video Of The Year con Una finestra tra le stelle[30]
- LOS40 Music Awards
  - 2024 – Vinto – Fenómeno del año en Europa[16]
- MTV Europe Music Awards
  - 2018 – Vinto – Best Italian Act[17]
  - 2023 – Candidatura – Best Italian Act
  - 2024 – Vinto – Best Italian Act[18]
- MTV Awards
  - 2013 – Candidatura – Artist saga[88]
  - 2015 – Candidatura – Artist Saga
  - 2015 – Candidatura – Wonder Woman
  - 2015 – Candidatura – MTV Awards Star
  - 2015 – Candidatura – Best Performance Live
  - 2015 – Candidatura – MTV Star of 2015
  - 2016 – Candidatura – Artist Saga (2º posto)
  - 2016 – Candidatura – Wonder Woman
  - 2016 – Candidatura – MTV Awards Star
  - 2016 – Candidatura – Best Performance Live
- Music Awards
  - 2011 – Vinto – Premio Disco platino per Nali[269]
  - 2021 – Vinto – Premio Disco d'oro per Nuda
  - 2023 – Vinto – Premio Singolo multiplatino per Bellissima
  - 2023 – Vinto – Premio Singolo multiplatino per Mon Amour
  - 2023 – Vinto – Premio Singolo multiplatino per Disco Paradise
  - 2024 – Vinto – Premio TIM Summer Hits per Storie brevi
  - 2024 – Vinto – Premio Disco multiplatino per E poi siamo finiti nel vortice
  - 2024 – Vinto – Premio Singolo multiplatino per Sinceramente
  - 2024 – Vinto – Premio Live Platino per Tutti nel vortice Tour
  - 2024 – Vinto – Premio EarOne
  - 2024 – Vinto – Premio Arena di Verona
- Nickelodeon Kids' Choice Awards
  - 2015 – Candidatura – Miglior cantante italiano[33]
- OGAE
  - 2013 – Candidatura – OGAE Song Contest con Alice e il blu[95] (3º posto)
  - 2018 – Vinto – OGAE Second Chance Contest con Il mondo prima di te[270]
  - 2023 – Candidatura – OGAE Song Contest con Mon Amour[271] (3º posto)
  - 2024 – Vinto – OGAE Second Chance Contest con Sinceramente[272]
  - 2024 – Vinto – OGAE Song Contest con Euforia[273]
- Onstage Awards
  - 2019 – Candidatura – Miglior artista femminile[274]
- Premio Lunezia
  - 2012 – Vinto – Menzione Speciale per il valore musical-letterario dell'album Mentre tutto cambia[66]
- Premio Mia Martini
  - 2014 – Vinto – Premio Mia Martini[22]
- Premio Videoclip Italiano
  - 2011 – Vinto – Premio Emergenti per Diamante lei e luce lui[275]
  - 2012 – Vinto – Premio Donne per Senza riserva[276]
- Radio Stop Festival
  - 2015 – Vinto – Artista più richiesta in radio dell'anno[277]
- Rembrandt Awards
  - 2015 – Candidatura – Best Film Hitsong con Tutto sommato
- Rockol Awards
  - 2012 – Candidatura – Miglior singolo italiano con Senza riserva[278]
  - 2012 – Candidatura – Miglior video italiano con Senza riserva[279]
  - 2013 – Candidatura – Miglior Concerto/Festival/Tour italiano[280]
  - 2013 – Candidatura – Miglior singolo italiano con Scintille[281]
  - 2013 – Candidatura – Miglior album italiano con Non so ballare[282]
  - 2016 – Candidatura – Miglior disco italiano con Se avessi un cuore[283]
  - 2016 – Candidatura – Miglior Live Di Artista/Gruppo Italiano[284]
  - 2018 – Candidatura – Miglior album italiano con Bye Bye[285]
  - 2018 – Candidatura – Miglior video italiano con Il mondo prima di te[286]
  - 2023 – Candidatura – Miglior album italiano con E poi siamo finiti nel vortice[287]
  - 2024 – Candidatura – Miglior live italiano[288]
- Rolling Stone Italia
  - 2023 – Candidatura – Miglior album italiano del 2023 con E poi siamo finiti nel vortice (30º posto)[289]
- RTL 102.5
  - 2014 – Candidatura – RTL 102.5 - Canzone dell'estate 2014 con Sento solo il presente[117] (2º posto)[118]
  - 2015 – Candidatura – RTL 102.5 - Canzone dell'estate 2015 con Vincerò[145]
  - 2016 – Vinto – Vincitore radiofonico della seconda serata del Festival di Sanremo con Il diluvio universale[290]
  - 2017 – Candidatura – RTL 102.5 - Canzone dell'estate 2017 con Tutto per una ragione[291]
  - 2018 – Candidatura – RTL 102.5 - Canzone dell'estate 2018 con Bye Bye[292]
  - 2021 – Candidatura – RTL 102.5 - Canzone dell'estate 2021 con Movimento lento[293]
  - 2022 – Candidatura – RTL 102.5 - Canzone dell'estate 2022 con Tropicana[294]
  - 2023 – Candidatura – RTL 102.5 - Canzone dell'estate 2023 con Mon Amour[295]
  - 2023 – Candidatura – RTL 102.5 - Canzone dell'estate 2023 con Disco Paradise[295]
  - 2023 – Vinto – RTL 102.5 Power Hits Estate 2023 - SIAE con Mon Amour[296]
  - 2024 – Vinto – RTL 102.5 - Canzone più radiofonica del Festival di Sanremo con Sinceramente[297]
  - 2024 – Vinto – RTL 102.5 - Canzone dell'estate 2024 con Storie brevi[214][298]
  - 2024 – Vinto – RTL 102.5 Power Hits Estate 2024 - SIAE con Sinceramente[214]
- SIAE Music Awards
  - 2023 – Candidatura – Canzone Radio con Bellissima[31]
  - 2024 – Candidatura – Miglior canzone - Locali da ballo con musica live con Mon Amour
  - 2024 – Candidatura – Miglior canzone Streaming Italia con Mon Amour
  - 2024 – Candidatura – Miglior canzone Social Italia con Mon Amour[32]
- Telegatti
  - 2024 – Vinto – Premio alla carriera[23]
  - 2024 – Vinto – Premio alla canzone dell'estate con Storie brevi[24]
- Velvet Awards
  - 2013 – Candidatura – Best Live[299]
  - 2013 – Vinto – Best Song con Alice e il blu[300]
  - 2014 – Vinto – Summer Song con Sento solo il presente[123]
  - 2016 – Candidatura – Velvet Song 2016 con Potrei abituarmi[301]
  - 2017 – Candidatura – Summer Song con Tutto per una ragione[302]
- World Music Awards
  - 2013 – Candidatura – Best Female Artist[25]
  - 2013 – Candidatura – Best Video con Alice e il blu[26]
  - 2014 – Candidatura – Best Live Act[27]
  - 2014 – Candidatura – Best Song con Alice e il blu[28]
- Your-O-Vision Song Contest[303]
  - 2015 – Vinto – Your-O-Vision Song Contest (XCIX edizione) con Vincerò[304]